# Антропология медиа
Антропология медиа (антропология массмедиа, медиаантропология) — направление социально-культурной антропологии, изучающее процессы производства и потребления контента массмедиа. Основным методом исследований антропологии медиа является полевая этнография.

## История
Впервые интерес к этнографическим исследованиям медиа возникает в 1980 году, однако долгое время СМИ оставались непопулярным объектом изучения для антропологов. По словам визуального антрополога Фея Д. Гинзбурга, «многие годы массмедиа были почти запретной темой для антропологов [...] для западных исследователей эта сфера была слишком сильно связана с традиционным не европейским обществом».  За период с 2002 по 2005 гг. были опубликованы всего 4 материала по медиа антропологии. Но уже в 2009 году исследователь Джон Постилл называет эту сферу антропологии медиа популярной и активно растущей. В статье «В чем суть медиа антропологии?» он рассказывает, что исследования проводятся по всему миру от Арктики до Новой Гвинеи и затрагивают все виды типы медиа от печатных СМИ, телевидения, киноиндустрии до программного обеспечения и мобильных приложений. 
Одно из самых масштабных антропологических исследований медиа было проведено Университетским колледжем Лондона при поддержке Европейского исследовательского совета. Проекта «Why we post» был рассчитан на пять лет. Его участники провели 15 месяцев в 9 населенных пунктах мира: в Китае, Италии, Индии, Англии, Чили, Бразилии, на острове Тринидад и на сирийско-турецкой границе. Они изучали, какими медиа платформами пользуются местные жители, как это влияет на их повседневную жизнь. В феврале 2016 года команда проекта «Why we post» опубликовала первые три книги из намеченных одиннадцати. 
В 2004 году Европейской ассоциацией социальных антропологов было создано подразделение антропологии медиа, которое объявило своей целью содействие международной дискуссии о взаимовлиянии медиа и общества, а также сотрудничеству антропологов, занимающихся этой темой. К 2009 году им удалось привлечь более 700 участников. С момента своего возникновения подразделение провело четыре международных конференции в 2004, 2006, 2008 и 2014 гг. Основная часть работы организации проходит онлайн.

## Методология
Использование качественных методов, в частности, полевой этнографии, отличает антропологию медиа от других подходов к исследованию средств массовой информации. Однако некоторые специалисты отмечают, что зачастую медиа антропологи игнорируют или неправильно применяют основные антропологические методы: включенное наблюдение и долгосрочные полевые исследования. 

## Теория
Медиаантропология относится к междисциплинарным областям знания и заимствует теоретические подходы у психологии, социологии и культурологии, теории управления, потребления, глобализации, новых медиа, международного гражданского общества, визуальной антропологии, теории кино и исследований перформанса. 

## Предмет изучения
Антропология медиа изучает все аспекты цикла производства и потребления медиа, начиная от работы конкретных журналистов и редакций, кинопроизводства, и, заканчивая тем, как определенные аудитории воспринимают контент СМИ и используют социальные медиа. Медиа антропологи исследуют взаимодействие человека и новых технологий, его интернет-поведение, влияние медиа на развитие социальных движений, защиту прав человека, распространение образования. Основной дилеммой медиа антропологии является вопрос, о взаимовлиянии общества и медиа. Традиционная  концепция предполагает, что возникновение новых медиа изменило привычный уклад жизни людей и продолжает влиять на него.
```
«Социальные технологии больше не просто средства коммуникации: Twitter запустил «Мгновения» и активно двигается от платформы к новостному медиа, Facebook стал партнером банков для улучшения финансовых транзакций, чаты и приложения создают автоматизированные «боты» для взаимодействия с пользователями. Они становятся поставщиками услуг, новостей, финансовых сделок или торговли. Размываются границы между социальными сетями и приложениями обмена сообщениями. Платформы, созданные как чат-приложения, вроде Snapchat, WeChat или WhatsApp, начинают сами превращаться в социальные сети. Одновременно меняются правовые нормы. Раньше фотографы должны были спрашивать разрешение на работу в общественных местах, а сейчас в большинстве стран принято, что изображения человека могут быть сделаны и использованы в любом месте. Возникают новые этические и правовые аспекты и новые бизнес-возможности, и все это будет постоянно развиваться и совершенствоваться».
 
Доклад Глобального совета 
Всемирного экономического форума в Давосе
.
[
8
]
[
9
]
```

Сторонники альтернативной точки зрения считают, что общество меняет медиа. Зачастую даже сами создатели медиа-платформ не представляют, для каких целей люди могут их использовать. Общество решает, какие из предложенных функций медиа  ему полезны и само изобретает новые. Эта трансформация происходит постоянно и повсеместно.  Так, например, бирманские монахи сделали селфи обязательным элементом паломничества к статуям Будды, а индусы называют Facebook ”устройством для улучшения кармы”: по их мнению, каждое изображение бога в ленте благоприятствует построению хорошей кармы. 